# Христианство в Алжире

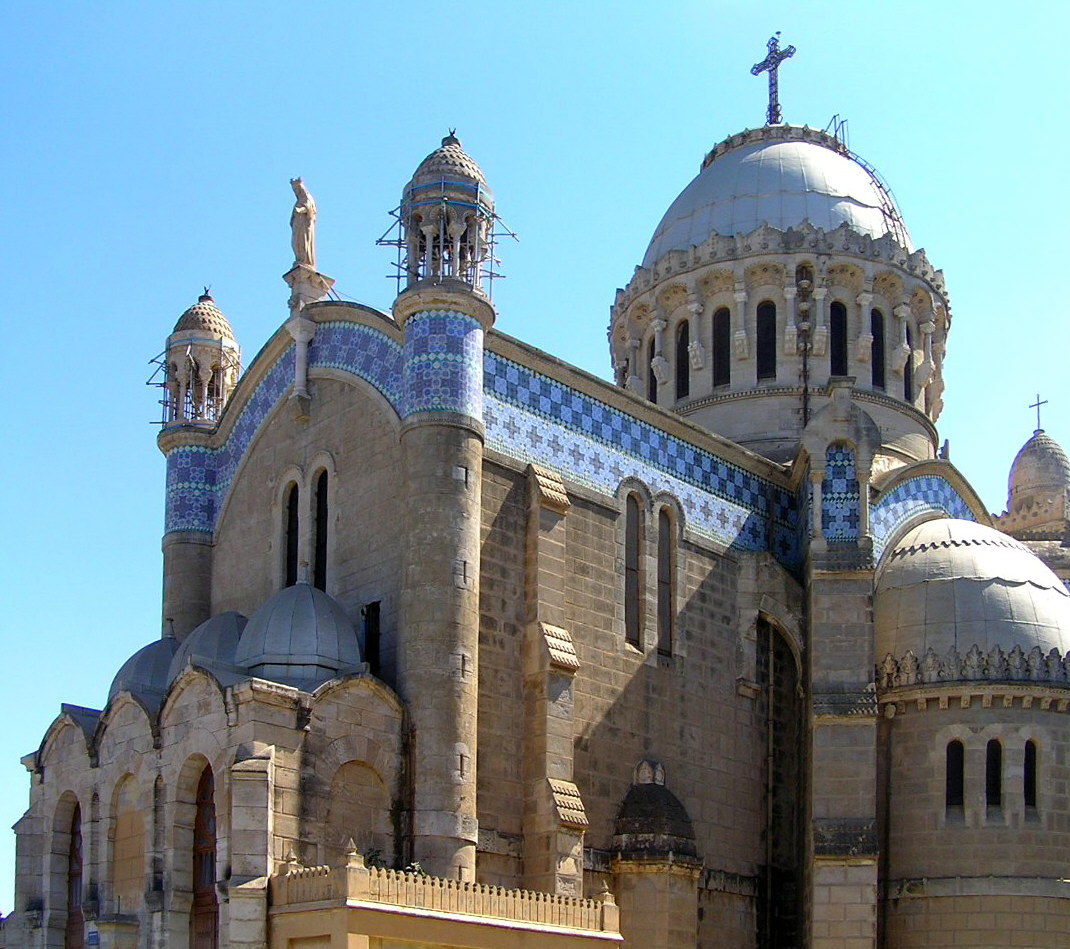
Собор Африканской Богоматери, Алжир

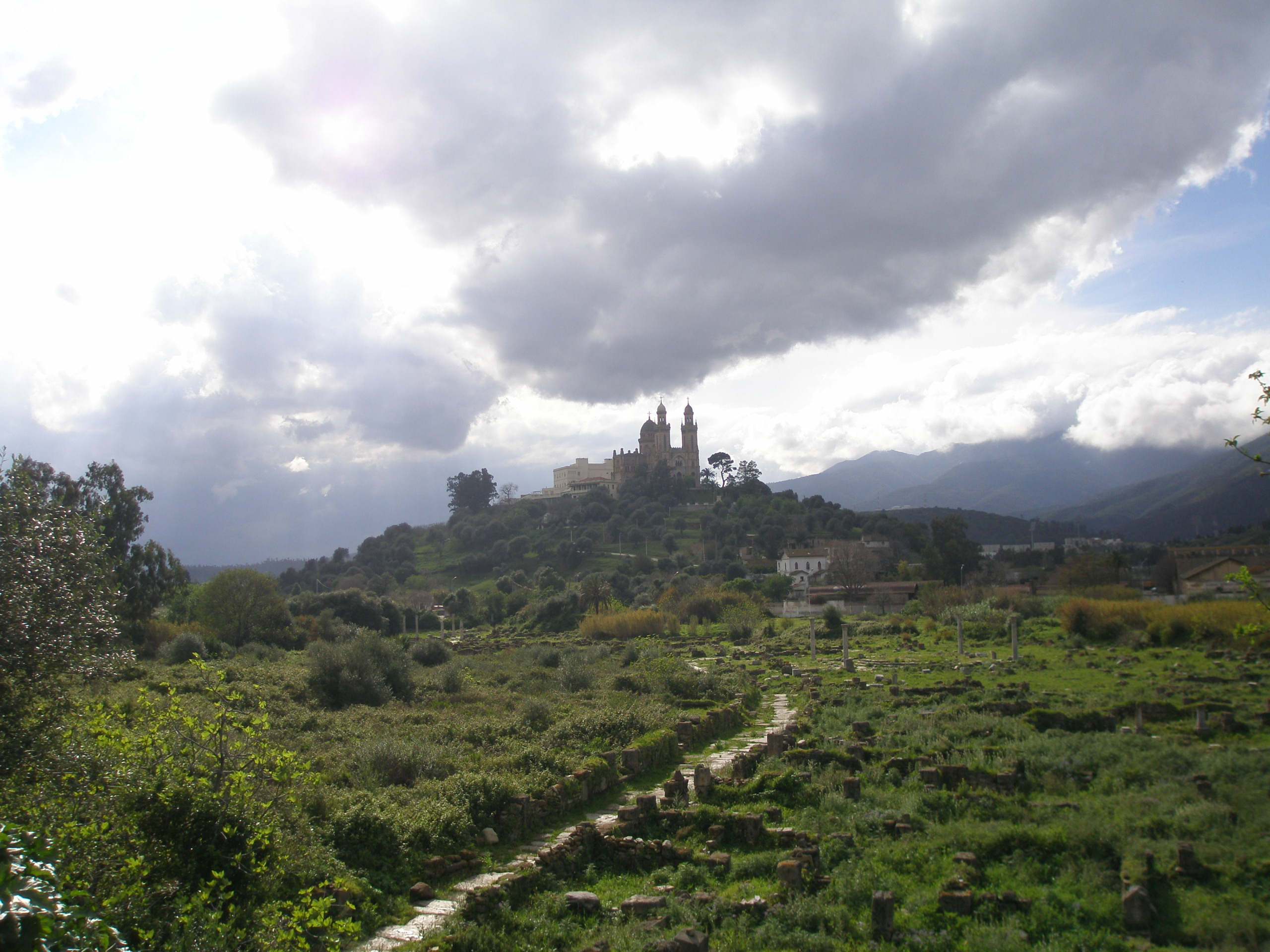
Руины римского города Гиппона, в котором проживал Августин Гиппонский. Вдалеке видна католическая церковь святого Августина

Христианство в Алжире — одна из мировых религий, распространённая в Алжире. Христианство пришло в Северную Африку в римскую эпоху. Согласно историку Теодору Моммзену, территория нынешнего Средиземноморского Алжира была полностью христианской к V веку. Известным христианским деятелем Алжира был Святой Аврелий Августин (его мать Святая Моника была местной берберкой), они являются важными Святыми в христианстве. Христианство активно сохранялось среди местного населения целых пять веков с момента его появления и его не смогло поколебать долгое иго вандалов, пока варвары не были побеждены римлянами и изгнаны оттуда. Однако после арабского вторжения в VII веке христианство начало постепенно исчезать.
Протестантская церковь Алжира (фр. Eglise protestante d'Algérie, EPA) — федерация протестантских церквей реформатской и методистской традиций начала работу в Алжире в 1972 году. 
В настоящее время Северная Африка в основном мусульманская: ислам является государственной религией Алжира, Ливии, Марокко и Туниса. В то время как практика и выражение мнений других религий гарантируются законом, те же правовые рамки, как правило, ограничивают религиозные меньшинства в активном стремлении исповедовать свою религию или даже в строительстве или ремонте церквей. Обращённые в христианство могут подвергаться преследованию со стороны властей. Есть некоторые свидетельства того, что в последние годы наблюдается рост числа обращений в христианство из среды североафриканских мусульман, даже несмотря на то, что во многих случаях правительство отказывается менять религию в удостоверениях личности граждан. Несмотря на это, общее число христиан остается очень низким по сравнению с населением этих стран. В 2009 году процент христиан в Алжире составлял менее 2%. В ходе этого же опроса ООН насчитала в стране 100 000 католиков и 45 000 протестантов. Хотя христиане являются религиозным меньшинством в Алжире, церкви, построенные во времена французского правления, всё ещё можно найти.
Обращения в христианство наиболее распространены в Кабилии, особенно в вилайете Тизи-Узу. В Тизи-Узу доля христиан, по разным оценкам, составляет от 1% до 5%. Христиане время от времени подвергаются нападениям на религиозной почве. Исследование, проведённое в 2015 году, показало, что 380 000 мусульман приняли христианство в Алжире.
В 1996 году были загадочно убиты семь монахов-траппистов Тиберина и шесть монахинь. После этого был убит Пьер Клавери, епископ Оранский. Эти убийства были частью общей тенденции насилия во время гражданской войны в Алжире в 1990-х годах, широко известной как «Чёрное десятилетие». За это время погибло от 100 000 до 200 000 алжирцев.

## История

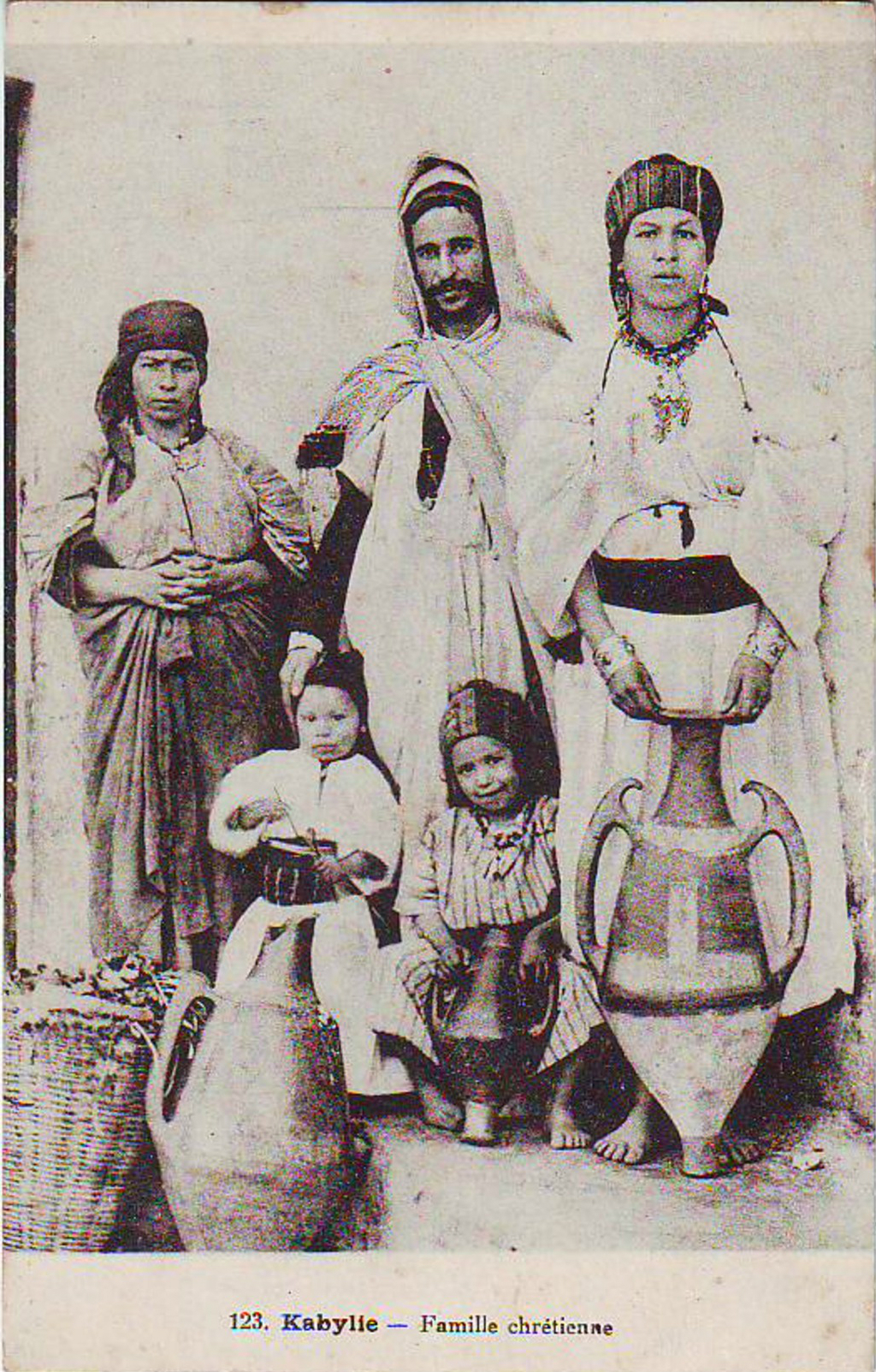
Христианская берберская семья из Кабилии.

Христианство распространилось в Алжире во время поздней Римской эпохи. В это время здесь находились многочисленные христианские общины. На территории сегодняшнего Алжира проживали известные христианские богословы Тертуллиан и Августин Гиппонский. Христианство пережило сильный упадок во время вандальского ига, но вновь окрепло в последующий Византийский период, однако после арабского завоевания в VII веке оно со временем загадочным образом исчезло.
Однако, тем не менее, христианство достаточно долго сохранялось в Северной Африке от Триполитании (современная западная Ливия) до современного Марокко в течение нескольких столетий после завершения арабского завоевания к 700 году нашей эры. Есть свидетельства религиозных паломничеств после 850 года к могилам христианских святых за пределами города Карфаген, а также свидетельства религиозных контактов с христианами Андалусии. Христианская община была задокументирована в 1114 году в Кале в центральной части Алжира. Кроме того, календарные реформы, принятые в Европе в это время, были распространены среди коренных христиан Туниса, что было бы невозможно, если бы не было контактов с Римом.
Местное христианство подверглось давлению, когда к власти пришли мусульманские фундаменталистские режимы Альмохадов и Альморавидов, и хроники указывают, что местных христиан из Туниса под принуждением заставляли принимать ислам. Есть сообщения о христианских жителях и епископе в городе Кайруан около 1150 года, это важная информация, поскольку этот город был основан арабами мусульманами около 680 года в качестве их административного центра после завоевания региона. Коренное христианское население в Мзабе сохранялось вплоть до XI века. Письмо из архивов Католической церкви XIV века показывает, что в Северной Африке было четыре епархии, что, по общему признанию, резко сократилось по сравнению с более чем четырьмя сотнями епархий, существовавших во времена арабского завоевания. Христиане-берберы продолжали жить в Тунисе и Нафзава на юге Туниса вплоть до первой четверти XV века. Современные учёные установили, что среди берберов Африки африканская латынь была связана с христианством, которое сохранялось в Северной Африке, по одним оценкам, до XIV века, а по другим даже до XVI века, когда о нём всё ещё свидетельствовали различные авторы, хоть оно и не было в общении с римским престолом.
Окончательные свидетельства об местных христианах относятся к периоду эпохи Возрождения. Итальянский гуманист XV-го века Паоло Помпилио cделал наиболее важные замечания об местных христианах и их языке с его особенностями, сообщая, что каталонский торговец по имени Риария, проживший в Северной Африке тридцать лет, рассказал ему, что жители деревень в горном регионе Орес «говорят на почти нетронутой латыни, когда латинские слова искажаются, они приобретают звучание и особенности сардинского языка». Географ и дипломат XVI века Лев Африканский также сообщал, что североафриканцы сохранили свой собственный язык после исламского завоевания, который он называет «итальянским», что и было той самой африканской латынью.
У историков преобладает мнение, что христианство не смогло уцелеть поскольку у местной церковной организации была почти не развита монашеская традиция, Церковь всё ещё страдала от последствий различных ересей, включая донатистскую и арианскую ереси, которые способствовали более раннему ослаблению Церкви в Тамазгхе, ну и конечно же серьёзные гонения на христиан со стороны местных мусульманских властей.

## Католицизм

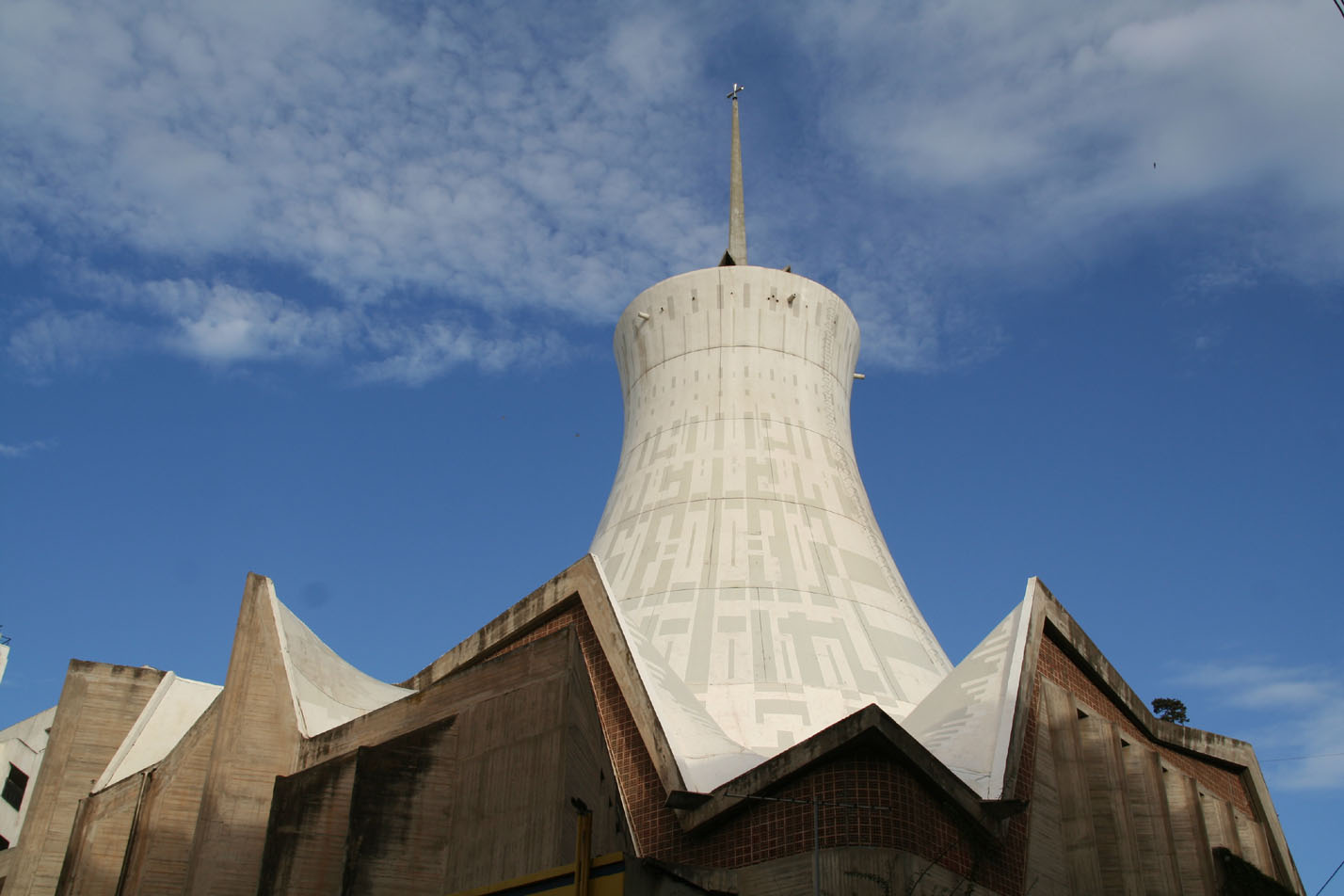
Собор Святого Сердца Алжира

Христианство снова начало активно проникать на территорию Алжира, после его покорения Францией. Тогда же Римско-католическая церковь стала активно распространять свою власть на новых территориях. В 1838 году была создана епархия Алжира. По данным переписи населения Алжира, проведённой 1 июня 1960 года, в Алжире насчитывалось 1 050 000 гражданских лиц-немусульман (в основном католиков), это 10% от общей численности населения, включая 130 000 алжирских евреев . В начале 1980 года католиков в стране было около 45000, большинство из которых были иностранцами или арабами, женившимися на француженке или итальянке.
Страна разделена на три епархии и одну архиепархию:
- Архиепархия Алжира
- Епархия Константины
- Епархия Орана
- Епархия Лагуата

Во время французского владычества католицизм использовался как инструмент ассимиляции. Французские колонизаторы пытались обратить мусульманское население в католицизм в качестве формы модернизации. Были приняты законы устанавливающие права алжирцев как граждан на основе религии. Декретом Кремье от 1870 года алжирцам-мусульманам было отказано в полном гражданском статусе, в то время как местным христианам и алжирским евреям было предоставлено полное гражданство. Очень немногие алжирцы обратились в католицизм из-за этого закона. Разделение граждан по религиозному признаку, установившееся во времена французского колониального правления, вызвало вражду между группами, которая повлияла на позицию религиозных меньшинств в Алжире в течение многих лет постколониального правления.
После обретения Алжиром независимости в 1962 году около 800 000 пье-нуар французской национальности были эвакуированы в европейскую часть Франции. Большинство эвакуированных были христианами или евреями. Около 200 000 алжирцев c французским гражданством предпочли остаться в Алжире, однако число таких людей продолжало сокращаться на протяжении десятилетий. В 1965 году их насчитывалось около 100 000, а к концу 1960-х годов – около 50 000.
Обращение в свою веру мусульманского населения сначала было строго запрещено; позже запрет стал соблюдаться менее энергично, но обращений было немного. Несколько католических миссий, созданных в Алжире, в основном занимались благотворительностью и оказанием чрезвычайной помощи, созданием школ, мастерских и лазаретов, а также подготовкой персонала для новых учреждений. Некоторые миссионеры этих организаций остались в стране после обретения независимости, работая среди более бедных слоев населения. В начале 1980-х годов католическое население насчитывало около 45 000 человек, большинство из которых были иностранцами или алжирцами, вступившими в брак с французами или итальянцами.
С момента обретения независимости наблюдается рост исламского фундаментализма. Убийство Пьера Клавери, епископа Оранского, в 1996 году было актом насилия со стороны исламских террористов против христианской общины.

## Христианство после обретения независимости
После того, как Алжир стал независимым в 1962 году, около 800 000 франкоалжирцев были эвакуированы в европейскую Францию. Большинство эвакуированных были христианами или евреями. Примерно 200 000 жителей Алжира с французским гражданством предпочли остаться в Алжире. Число людей с французским гражданством продолжало уменьшаться на протяжении десятилетий.
Сегодня ислам является государственной религией в Алжире (как и в Ливии, Марокко и Тунисе). Возможность исповедовать другие религии гарантируется законом. 
Хотя текущее число христиан в Северной Африке низко, часть церквей, построенные французами и итальянцами, всё ещё действуют. 
Существует ряд свидетельств, что ряд североафриканских мусульман обратились в христианство в последние годы. Общее количество христиан остается очень низким. Процент христианского населения в Алжире составляет меньше чем 2 % (2009). В 2009 году ООН насчитала 45 000 католиков и 10 000 протестантов в стране.
Наибольшее количество христиан живут в Кабилии. В этом вилайете доля христиан, по оценкам, составляет от 1 % до 5 %.
Христиане порой подвергаются религиозно-мотивированным нападениям. Однако, религиозная враждебность уменьшилась с тех пор.
С ноября 2017 года 17 церквей, являющихся членами Протестантской церкви Алжира, были закрыты властями Алжира, которые оправдывают это закрытие отсутствием разрешения Национальной комиссии на отправление немусульманского богослужения.